# Indigofera texana
Indigofera texana är en ärtväxtart som beskrevs av Samuel Botsford Buckley. Indigofera texana ingår i släktet indigosläktet, och familjen ärtväxter. Inga underarter finns listade i Catalogue of Life.